# André Moccand
André Moccand   (Zúric, 25 de gener de 1931) fou un remer suís que va competir durant la dècada de 1940.
El 1948 va prendre part en els Jocs Olímpics de Londres, on guanyà la medalla de plata en la prova del quatre amb timoner del programa de rem. Fent de timoner, formà equip amb Rudolf Reichling, Erich Schriever, Émile Knecht i Peter Stebler.